# Кубанин, Михаил Ильич
Михаил Ильич Кубанин (27 июня 1898 — 13 октября 1941) — советский историк и экономист-аграрник, доктор экономических наук (1935).

## Биография
Родился в деревне Красково Верхнеднепровского уезда Екатеринославской губернии.
В 1915—1917 годах учился в техническом училище в Саратове.
В 1917—1921 годах служил в Красной армии — заместитель комиссара дивизии, комиссар полка, участник Гражданской войны на Украине. Член РКП(б) с 1918 года.
В 1921—1923 годах — студент МВТУ. В 1926—1928 годах — слушатель исторического отделения Института красной профессуры.
В 1926—1928 годах — сотрудник журнала «На аграрном фронте» Комакадемии.
В 1923—1927 годах примыкал к Левой оппозиции.

### Книга «Махновщина»
Кубанин в опубликованной в 1927 году работе «Махновщина» с позиций марксизма исследовал корни, причины и предпосылки зарождения махновского движения. Он использовал солидную источниковую базу, разнообразные архивные материалы. Книга является наиболее фундаментальным и единственным серьёзным исследованием махновского движения периода 1920-х — начала 1930-х годов. Кубанин выявил основные черты экономики региона, в котором зародилось махновское движение, определил его социальную основу. Махновское движение, с точки зрения Кубанина, по своей сути не было анархическим. Таким образом, Кубанин, подчёркивая стихийный характер махновщины, отказывал Гуляйпольской группе анархистов во главе с Н. Махно в праве считаться той политической силой, которая объединила крестьян Левобережной Украины. Влияние, которое анархизм стал оказывать на движение крестьян с конца 1918 года, когда в него влились члены Конфедерации «Набат», по мнению Кубанина, не было определяющим.
В изданной в Париже в 1928 году брошюре «Махновщина и её вчерашние союзники — большевики (Ответ на книгу М. Кубанина „Махновщина“)» Н. Махно подверг критике исследование Кубанина. Работа Кубанина «Махновщина» и ответ на неё Махно были переизданы в 2017 году одной книгой.

### Административная работа
В 1928—1933 годах — в Наркомате земледелия РСФСР: заведующий плановой секции (1928—1930), член коллегии и заведующий плодоовощным сектором (1930—1933).
Около 1930 года был командирован Наркомземом РСФСР в США для изучения экономики овощеводства, после чего им была написана книга «Очерки по организации овощного производства САСШ».
В 1933 году — член коллегии и начальник сельскохозяйственного сектора ЦУНХУ СССР.
1933—1934 СНК СССР. Член комиссии по определению урожайности и заведующий планово-экономическим сектором сельскохозяйственного отдела ЦК ВКП(б).

### Научная работа
В 1934 году по состоянию здоровья освобождён от административной работы и направлен в Комакадемию, где защитил докторскую диссертацию по экономике. С 1935 года — зав. сектором в Институте экономики. В 1937—1939 годах — учёный секретарь Группы экономики Отделения общественных наук АН СССР.
В 1938—1941 годах — в Институте экономики АН СССР, старший научный сотрудник.

### Статья в журнале, арест, расстрел
В первом номере журнала «Проблемы экономики» за 1941 год была опубликована статья Кубанина «Уровень производительности труда в сельском хозяйстве СССР и США». Журнал «Большевик» поместил на неё разгромную рецензию под заголовком «О клеветнической вылазке М. Кубанина». Критике подверглись результаты расчётов, согласно которым производительность труда во всём советском хозяйстве ниже, чем в США в 5 раз, а в общественном хозяйстве колхозов — в 7 раз. Кубанин назвал и основные причины отставания: низкую техническую вооружённость, отсутствие материальных стимулов к труду, его плохую организацию. Стиль рецензии носил обвинительный характер:

М. Кубанин слишком много, подозрительно много говорит о производительности труда занятого работника в капиталистических странах. И не только говорит, а поёт, воспевает капиталистическую производительность труда, считая её идеалом для СССР.
Рецензия была перепечатана всеми ведущими экономическими журналами страны. Из Института экономики Кубанина уволили. 5 мая 1941 года он был арестован; 5 сентября военным трибуналом войск НКВД Саратовской области приговорён к расстрелу; 13 октября расстрелян. В 1956 году реабилитирован за отсутствием состава преступления.
В конце 1950-х годов Т. И. Заславская по своей методике повторила расчёты и получила примерно такие же результаты, как и Кубанин.

## Сочинения
- К истории кулацкой контрреволюции. // На аграрном фронте, 1925. № 7—8. — С. 98—129.
- Махновщина. — Л.: Прибой, 1927.
- Классовая сущность процессов дробления крестьянских хозяйств (Экономическое исследование). — М., 1929.
- Очерки по организации овощного производства САСШ. — М.— Л., 1933.
- Производственные типы колхозов. Процесс роста производительности труда в коллективном земледелии. — М.— Л.: Изд-во Академии наук СССР, 1936.
- О темпах роста производительности труда в сельском хозяйстве СССР и капиталистических стран // Проблемы экономики, 1940. № 2.
- Душевые нормы сельскохозяйственного производства в СССР и капиталистических странах // Проблемы экономики, 1940. № 5—6.
- Уровень производительности труда в сельском хозяйстве СССР и США. // Проблемы экономики, 1941. № 1. — С. 53—79.